# Gorenje Blato
Gorenje Blato – wieś w Słowenii, w gminie Škofljica. W 2018 roku liczyła 261 mieszkańców.